# Desviació (escacs)
La desviació és un tema tàctic en escacs mitjançant el qual es força una peça rival a abandonar una casella, fila, columna, o diagonal que ocupa o sobre la qual exerceix influència, de manera que així deixi indefens el rei o una altra peça valuosa davant l'atac del rival. La desviació és emprada habitualment en el context d'una combinació d'atac, quan la peça desviada és crítica per la defensa. La desviació pot usar-se també en forma de gambit per fer que alguna peça rival es mogui a una casella menys convenient.
Quan la desviació apareix com a part d'una combinació, pot anar lligada també a altres menes de temes tàctics.
Si la peça desviada estava sobrecarregada llavors la defensa del rival s'ensorra immediatament, fent que la victòria sigui imminent per al jugador que ha provocat la desviació.
|   | a | b | c | d | e | f | g | h |   |
| 8 | a8 negres torre · d8 negres rei · h8 negres torre · a7 negres peó · b7 negres peó · d7 negres peó · e7 negres alfil · f7 negres peó · g7 negres peó · h7 negres peó · f6 negres cavall · c3 blanques cavall · d3 blanques torre · f3 blanques cavall · a2 blanques peó · b2 blanques peó · c2 blanques peó · f2 blanques peó · g2 blanques peó · h2 blanques peó · d1 blanques torre · g1 blanques rei | a8 negres torre · d8 negres rei · h8 negres torre · a7 negres peó · b7 negres peó · d7 negres peó · e7 negres alfil · f7 negres peó · g7 negres peó · h7 negres peó · f6 negres cavall · c3 blanques cavall · d3 blanques torre · f3 blanques cavall · a2 blanques peó · b2 blanques peó · c2 blanques peó · f2 blanques peó · g2 blanques peó · h2 blanques peó · d1 blanques torre · g1 blanques rei | a8 negres torre · d8 negres rei · h8 negres torre · a7 negres peó · b7 negres peó · d7 negres peó · e7 negres alfil · f7 negres peó · g7 negres peó · h7 negres peó · f6 negres cavall · c3 blanques cavall · d3 blanques torre · f3 blanques cavall · a2 blanques peó · b2 blanques peó · c2 blanques peó · f2 blanques peó · g2 blanques peó · h2 blanques peó · d1 blanques torre · g1 blanques rei | a8 negres torre · d8 negres rei · h8 negres torre · a7 negres peó · b7 negres peó · d7 negres peó · e7 negres alfil · f7 negres peó · g7 negres peó · h7 negres peó · f6 negres cavall · c3 blanques cavall · d3 blanques torre · f3 blanques cavall · a2 blanques peó · b2 blanques peó · c2 blanques peó · f2 blanques peó · g2 blanques peó · h2 blanques peó · d1 blanques torre · g1 blanques rei | a8 negres torre · d8 negres rei · h8 negres torre · a7 negres peó · b7 negres peó · d7 negres peó · e7 negres alfil · f7 negres peó · g7 negres peó · h7 negres peó · f6 negres cavall · c3 blanques cavall · d3 blanques torre · f3 blanques cavall · a2 blanques peó · b2 blanques peó · c2 blanques peó · f2 blanques peó · g2 blanques peó · h2 blanques peó · d1 blanques torre · g1 blanques rei | a8 negres torre · d8 negres rei · h8 negres torre · a7 negres peó · b7 negres peó · d7 negres peó · e7 negres alfil · f7 negres peó · g7 negres peó · h7 negres peó · f6 negres cavall · c3 blanques cavall · d3 blanques torre · f3 blanques cavall · a2 blanques peó · b2 blanques peó · c2 blanques peó · f2 blanques peó · g2 blanques peó · h2 blanques peó · d1 blanques torre · g1 blanques rei | a8 negres torre · d8 negres rei · h8 negres torre · a7 negres peó · b7 negres peó · d7 negres peó · e7 negres alfil · f7 negres peó · g7 negres peó · h7 negres peó · f6 negres cavall · c3 blanques cavall · d3 blanques torre · f3 blanques cavall · a2 blanques peó · b2 blanques peó · c2 blanques peó · f2 blanques peó · g2 blanques peó · h2 blanques peó · d1 blanques torre · g1 blanques rei | a8 negres torre · d8 negres rei · h8 negres torre · a7 negres peó · b7 negres peó · d7 negres peó · e7 negres alfil · f7 negres peó · g7 negres peó · h7 negres peó · f6 negres cavall · c3 blanques cavall · d3 blanques torre · f3 blanques cavall · a2 blanques peó · b2 blanques peó · c2 blanques peó · f2 blanques peó · g2 blanques peó · h2 blanques peó · d1 blanques torre · g1 blanques rei | 8 |
| 7 | a8 negres torre · d8 negres rei · h8 negres torre · a7 negres peó · b7 negres peó · d7 negres peó · e7 negres alfil · f7 negres peó · g7 negres peó · h7 negres peó · f6 negres cavall · c3 blanques cavall · d3 blanques torre · f3 blanques cavall · a2 blanques peó · b2 blanques peó · c2 blanques peó · f2 blanques peó · g2 blanques peó · h2 blanques peó · d1 blanques torre · g1 blanques rei | a8 negres torre · d8 negres rei · h8 negres torre · a7 negres peó · b7 negres peó · d7 negres peó · e7 negres alfil · f7 negres peó · g7 negres peó · h7 negres peó · f6 negres cavall · c3 blanques cavall · d3 blanques torre · f3 blanques cavall · a2 blanques peó · b2 blanques peó · c2 blanques peó · f2 blanques peó · g2 blanques peó · h2 blanques peó · d1 blanques torre · g1 blanques rei | a8 negres torre · d8 negres rei · h8 negres torre · a7 negres peó · b7 negres peó · d7 negres peó · e7 negres alfil · f7 negres peó · g7 negres peó · h7 negres peó · f6 negres cavall · c3 blanques cavall · d3 blanques torre · f3 blanques cavall · a2 blanques peó · b2 blanques peó · c2 blanques peó · f2 blanques peó · g2 blanques peó · h2 blanques peó · d1 blanques torre · g1 blanques rei | a8 negres torre · d8 negres rei · h8 negres torre · a7 negres peó · b7 negres peó · d7 negres peó · e7 negres alfil · f7 negres peó · g7 negres peó · h7 negres peó · f6 negres cavall · c3 blanques cavall · d3 blanques torre · f3 blanques cavall · a2 blanques peó · b2 blanques peó · c2 blanques peó · f2 blanques peó · g2 blanques peó · h2 blanques peó · d1 blanques torre · g1 blanques rei | a8 negres torre · d8 negres rei · h8 negres torre · a7 negres peó · b7 negres peó · d7 negres peó · e7 negres alfil · f7 negres peó · g7 negres peó · h7 negres peó · f6 negres cavall · c3 blanques cavall · d3 blanques torre · f3 blanques cavall · a2 blanques peó · b2 blanques peó · c2 blanques peó · f2 blanques peó · g2 blanques peó · h2 blanques peó · d1 blanques torre · g1 blanques rei | a8 negres torre · d8 negres rei · h8 negres torre · a7 negres peó · b7 negres peó · d7 negres peó · e7 negres alfil · f7 negres peó · g7 negres peó · h7 negres peó · f6 negres cavall · c3 blanques cavall · d3 blanques torre · f3 blanques cavall · a2 blanques peó · b2 blanques peó · c2 blanques peó · f2 blanques peó · g2 blanques peó · h2 blanques peó · d1 blanques torre · g1 blanques rei | a8 negres torre · d8 negres rei · h8 negres torre · a7 negres peó · b7 negres peó · d7 negres peó · e7 negres alfil · f7 negres peó · g7 negres peó · h7 negres peó · f6 negres cavall · c3 blanques cavall · d3 blanques torre · f3 blanques cavall · a2 blanques peó · b2 blanques peó · c2 blanques peó · f2 blanques peó · g2 blanques peó · h2 blanques peó · d1 blanques torre · g1 blanques rei | a8 negres torre · d8 negres rei · h8 negres torre · a7 negres peó · b7 negres peó · d7 negres peó · e7 negres alfil · f7 negres peó · g7 negres peó · h7 negres peó · f6 negres cavall · c3 blanques cavall · d3 blanques torre · f3 blanques cavall · a2 blanques peó · b2 blanques peó · c2 blanques peó · f2 blanques peó · g2 blanques peó · h2 blanques peó · d1 blanques torre · g1 blanques rei | 7 |
| 6 | a8 negres torre · d8 negres rei · h8 negres torre · a7 negres peó · b7 negres peó · d7 negres peó · e7 negres alfil · f7 negres peó · g7 negres peó · h7 negres peó · f6 negres cavall · c3 blanques cavall · d3 blanques torre · f3 blanques cavall · a2 blanques peó · b2 blanques peó · c2 blanques peó · f2 blanques peó · g2 blanques peó · h2 blanques peó · d1 blanques torre · g1 blanques rei | a8 negres torre · d8 negres rei · h8 negres torre · a7 negres peó · b7 negres peó · d7 negres peó · e7 negres alfil · f7 negres peó · g7 negres peó · h7 negres peó · f6 negres cavall · c3 blanques cavall · d3 blanques torre · f3 blanques cavall · a2 blanques peó · b2 blanques peó · c2 blanques peó · f2 blanques peó · g2 blanques peó · h2 blanques peó · d1 blanques torre · g1 blanques rei | a8 negres torre · d8 negres rei · h8 negres torre · a7 negres peó · b7 negres peó · d7 negres peó · e7 negres alfil · f7 negres peó · g7 negres peó · h7 negres peó · f6 negres cavall · c3 blanques cavall · d3 blanques torre · f3 blanques cavall · a2 blanques peó · b2 blanques peó · c2 blanques peó · f2 blanques peó · g2 blanques peó · h2 blanques peó · d1 blanques torre · g1 blanques rei | a8 negres torre · d8 negres rei · h8 negres torre · a7 negres peó · b7 negres peó · d7 negres peó · e7 negres alfil · f7 negres peó · g7 negres peó · h7 negres peó · f6 negres cavall · c3 blanques cavall · d3 blanques torre · f3 blanques cavall · a2 blanques peó · b2 blanques peó · c2 blanques peó · f2 blanques peó · g2 blanques peó · h2 blanques peó · d1 blanques torre · g1 blanques rei | a8 negres torre · d8 negres rei · h8 negres torre · a7 negres peó · b7 negres peó · d7 negres peó · e7 negres alfil · f7 negres peó · g7 negres peó · h7 negres peó · f6 negres cavall · c3 blanques cavall · d3 blanques torre · f3 blanques cavall · a2 blanques peó · b2 blanques peó · c2 blanques peó · f2 blanques peó · g2 blanques peó · h2 blanques peó · d1 blanques torre · g1 blanques rei | a8 negres torre · d8 negres rei · h8 negres torre · a7 negres peó · b7 negres peó · d7 negres peó · e7 negres alfil · f7 negres peó · g7 negres peó · h7 negres peó · f6 negres cavall · c3 blanques cavall · d3 blanques torre · f3 blanques cavall · a2 blanques peó · b2 blanques peó · c2 blanques peó · f2 blanques peó · g2 blanques peó · h2 blanques peó · d1 blanques torre · g1 blanques rei | a8 negres torre · d8 negres rei · h8 negres torre · a7 negres peó · b7 negres peó · d7 negres peó · e7 negres alfil · f7 negres peó · g7 negres peó · h7 negres peó · f6 negres cavall · c3 blanques cavall · d3 blanques torre · f3 blanques cavall · a2 blanques peó · b2 blanques peó · c2 blanques peó · f2 blanques peó · g2 blanques peó · h2 blanques peó · d1 blanques torre · g1 blanques rei | a8 negres torre · d8 negres rei · h8 negres torre · a7 negres peó · b7 negres peó · d7 negres peó · e7 negres alfil · f7 negres peó · g7 negres peó · h7 negres peó · f6 negres cavall · c3 blanques cavall · d3 blanques torre · f3 blanques cavall · a2 blanques peó · b2 blanques peó · c2 blanques peó · f2 blanques peó · g2 blanques peó · h2 blanques peó · d1 blanques torre · g1 blanques rei | 6 |
| 5 | a8 negres torre · d8 negres rei · h8 negres torre · a7 negres peó · b7 negres peó · d7 negres peó · e7 negres alfil · f7 negres peó · g7 negres peó · h7 negres peó · f6 negres cavall · c3 blanques cavall · d3 blanques torre · f3 blanques cavall · a2 blanques peó · b2 blanques peó · c2 blanques peó · f2 blanques peó · g2 blanques peó · h2 blanques peó · d1 blanques torre · g1 blanques rei | a8 negres torre · d8 negres rei · h8 negres torre · a7 negres peó · b7 negres peó · d7 negres peó · e7 negres alfil · f7 negres peó · g7 negres peó · h7 negres peó · f6 negres cavall · c3 blanques cavall · d3 blanques torre · f3 blanques cavall · a2 blanques peó · b2 blanques peó · c2 blanques peó · f2 blanques peó · g2 blanques peó · h2 blanques peó · d1 blanques torre · g1 blanques rei | a8 negres torre · d8 negres rei · h8 negres torre · a7 negres peó · b7 negres peó · d7 negres peó · e7 negres alfil · f7 negres peó · g7 negres peó · h7 negres peó · f6 negres cavall · c3 blanques cavall · d3 blanques torre · f3 blanques cavall · a2 blanques peó · b2 blanques peó · c2 blanques peó · f2 blanques peó · g2 blanques peó · h2 blanques peó · d1 blanques torre · g1 blanques rei | a8 negres torre · d8 negres rei · h8 negres torre · a7 negres peó · b7 negres peó · d7 negres peó · e7 negres alfil · f7 negres peó · g7 negres peó · h7 negres peó · f6 negres cavall · c3 blanques cavall · d3 blanques torre · f3 blanques cavall · a2 blanques peó · b2 blanques peó · c2 blanques peó · f2 blanques peó · g2 blanques peó · h2 blanques peó · d1 blanques torre · g1 blanques rei | a8 negres torre · d8 negres rei · h8 negres torre · a7 negres peó · b7 negres peó · d7 negres peó · e7 negres alfil · f7 negres peó · g7 negres peó · h7 negres peó · f6 negres cavall · c3 blanques cavall · d3 blanques torre · f3 blanques cavall · a2 blanques peó · b2 blanques peó · c2 blanques peó · f2 blanques peó · g2 blanques peó · h2 blanques peó · d1 blanques torre · g1 blanques rei | a8 negres torre · d8 negres rei · h8 negres torre · a7 negres peó · b7 negres peó · d7 negres peó · e7 negres alfil · f7 negres peó · g7 negres peó · h7 negres peó · f6 negres cavall · c3 blanques cavall · d3 blanques torre · f3 blanques cavall · a2 blanques peó · b2 blanques peó · c2 blanques peó · f2 blanques peó · g2 blanques peó · h2 blanques peó · d1 blanques torre · g1 blanques rei | a8 negres torre · d8 negres rei · h8 negres torre · a7 negres peó · b7 negres peó · d7 negres peó · e7 negres alfil · f7 negres peó · g7 negres peó · h7 negres peó · f6 negres cavall · c3 blanques cavall · d3 blanques torre · f3 blanques cavall · a2 blanques peó · b2 blanques peó · c2 blanques peó · f2 blanques peó · g2 blanques peó · h2 blanques peó · d1 blanques torre · g1 blanques rei | a8 negres torre · d8 negres rei · h8 negres torre · a7 negres peó · b7 negres peó · d7 negres peó · e7 negres alfil · f7 negres peó · g7 negres peó · h7 negres peó · f6 negres cavall · c3 blanques cavall · d3 blanques torre · f3 blanques cavall · a2 blanques peó · b2 blanques peó · c2 blanques peó · f2 blanques peó · g2 blanques peó · h2 blanques peó · d1 blanques torre · g1 blanques rei | 5 |
| 4 | a8 negres torre · d8 negres rei · h8 negres torre · a7 negres peó · b7 negres peó · d7 negres peó · e7 negres alfil · f7 negres peó · g7 negres peó · h7 negres peó · f6 negres cavall · c3 blanques cavall · d3 blanques torre · f3 blanques cavall · a2 blanques peó · b2 blanques peó · c2 blanques peó · f2 blanques peó · g2 blanques peó · h2 blanques peó · d1 blanques torre · g1 blanques rei | a8 negres torre · d8 negres rei · h8 negres torre · a7 negres peó · b7 negres peó · d7 negres peó · e7 negres alfil · f7 negres peó · g7 negres peó · h7 negres peó · f6 negres cavall · c3 blanques cavall · d3 blanques torre · f3 blanques cavall · a2 blanques peó · b2 blanques peó · c2 blanques peó · f2 blanques peó · g2 blanques peó · h2 blanques peó · d1 blanques torre · g1 blanques rei | a8 negres torre · d8 negres rei · h8 negres torre · a7 negres peó · b7 negres peó · d7 negres peó · e7 negres alfil · f7 negres peó · g7 negres peó · h7 negres peó · f6 negres cavall · c3 blanques cavall · d3 blanques torre · f3 blanques cavall · a2 blanques peó · b2 blanques peó · c2 blanques peó · f2 blanques peó · g2 blanques peó · h2 blanques peó · d1 blanques torre · g1 blanques rei | a8 negres torre · d8 negres rei · h8 negres torre · a7 negres peó · b7 negres peó · d7 negres peó · e7 negres alfil · f7 negres peó · g7 negres peó · h7 negres peó · f6 negres cavall · c3 blanques cavall · d3 blanques torre · f3 blanques cavall · a2 blanques peó · b2 blanques peó · c2 blanques peó · f2 blanques peó · g2 blanques peó · h2 blanques peó · d1 blanques torre · g1 blanques rei | a8 negres torre · d8 negres rei · h8 negres torre · a7 negres peó · b7 negres peó · d7 negres peó · e7 negres alfil · f7 negres peó · g7 negres peó · h7 negres peó · f6 negres cavall · c3 blanques cavall · d3 blanques torre · f3 blanques cavall · a2 blanques peó · b2 blanques peó · c2 blanques peó · f2 blanques peó · g2 blanques peó · h2 blanques peó · d1 blanques torre · g1 blanques rei | a8 negres torre · d8 negres rei · h8 negres torre · a7 negres peó · b7 negres peó · d7 negres peó · e7 negres alfil · f7 negres peó · g7 negres peó · h7 negres peó · f6 negres cavall · c3 blanques cavall · d3 blanques torre · f3 blanques cavall · a2 blanques peó · b2 blanques peó · c2 blanques peó · f2 blanques peó · g2 blanques peó · h2 blanques peó · d1 blanques torre · g1 blanques rei | a8 negres torre · d8 negres rei · h8 negres torre · a7 negres peó · b7 negres peó · d7 negres peó · e7 negres alfil · f7 negres peó · g7 negres peó · h7 negres peó · f6 negres cavall · c3 blanques cavall · d3 blanques torre · f3 blanques cavall · a2 blanques peó · b2 blanques peó · c2 blanques peó · f2 blanques peó · g2 blanques peó · h2 blanques peó · d1 blanques torre · g1 blanques rei | a8 negres torre · d8 negres rei · h8 negres torre · a7 negres peó · b7 negres peó · d7 negres peó · e7 negres alfil · f7 negres peó · g7 negres peó · h7 negres peó · f6 negres cavall · c3 blanques cavall · d3 blanques torre · f3 blanques cavall · a2 blanques peó · b2 blanques peó · c2 blanques peó · f2 blanques peó · g2 blanques peó · h2 blanques peó · d1 blanques torre · g1 blanques rei | 4 |
| 3 | a8 negres torre · d8 negres rei · h8 negres torre · a7 negres peó · b7 negres peó · d7 negres peó · e7 negres alfil · f7 negres peó · g7 negres peó · h7 negres peó · f6 negres cavall · c3 blanques cavall · d3 blanques torre · f3 blanques cavall · a2 blanques peó · b2 blanques peó · c2 blanques peó · f2 blanques peó · g2 blanques peó · h2 blanques peó · d1 blanques torre · g1 blanques rei | a8 negres torre · d8 negres rei · h8 negres torre · a7 negres peó · b7 negres peó · d7 negres peó · e7 negres alfil · f7 negres peó · g7 negres peó · h7 negres peó · f6 negres cavall · c3 blanques cavall · d3 blanques torre · f3 blanques cavall · a2 blanques peó · b2 blanques peó · c2 blanques peó · f2 blanques peó · g2 blanques peó · h2 blanques peó · d1 blanques torre · g1 blanques rei | a8 negres torre · d8 negres rei · h8 negres torre · a7 negres peó · b7 negres peó · d7 negres peó · e7 negres alfil · f7 negres peó · g7 negres peó · h7 negres peó · f6 negres cavall · c3 blanques cavall · d3 blanques torre · f3 blanques cavall · a2 blanques peó · b2 blanques peó · c2 blanques peó · f2 blanques peó · g2 blanques peó · h2 blanques peó · d1 blanques torre · g1 blanques rei | a8 negres torre · d8 negres rei · h8 negres torre · a7 negres peó · b7 negres peó · d7 negres peó · e7 negres alfil · f7 negres peó · g7 negres peó · h7 negres peó · f6 negres cavall · c3 blanques cavall · d3 blanques torre · f3 blanques cavall · a2 blanques peó · b2 blanques peó · c2 blanques peó · f2 blanques peó · g2 blanques peó · h2 blanques peó · d1 blanques torre · g1 blanques rei | a8 negres torre · d8 negres rei · h8 negres torre · a7 negres peó · b7 negres peó · d7 negres peó · e7 negres alfil · f7 negres peó · g7 negres peó · h7 negres peó · f6 negres cavall · c3 blanques cavall · d3 blanques torre · f3 blanques cavall · a2 blanques peó · b2 blanques peó · c2 blanques peó · f2 blanques peó · g2 blanques peó · h2 blanques peó · d1 blanques torre · g1 blanques rei | a8 negres torre · d8 negres rei · h8 negres torre · a7 negres peó · b7 negres peó · d7 negres peó · e7 negres alfil · f7 negres peó · g7 negres peó · h7 negres peó · f6 negres cavall · c3 blanques cavall · d3 blanques torre · f3 blanques cavall · a2 blanques peó · b2 blanques peó · c2 blanques peó · f2 blanques peó · g2 blanques peó · h2 blanques peó · d1 blanques torre · g1 blanques rei | a8 negres torre · d8 negres rei · h8 negres torre · a7 negres peó · b7 negres peó · d7 negres peó · e7 negres alfil · f7 negres peó · g7 negres peó · h7 negres peó · f6 negres cavall · c3 blanques cavall · d3 blanques torre · f3 blanques cavall · a2 blanques peó · b2 blanques peó · c2 blanques peó · f2 blanques peó · g2 blanques peó · h2 blanques peó · d1 blanques torre · g1 blanques rei | a8 negres torre · d8 negres rei · h8 negres torre · a7 negres peó · b7 negres peó · d7 negres peó · e7 negres alfil · f7 negres peó · g7 negres peó · h7 negres peó · f6 negres cavall · c3 blanques cavall · d3 blanques torre · f3 blanques cavall · a2 blanques peó · b2 blanques peó · c2 blanques peó · f2 blanques peó · g2 blanques peó · h2 blanques peó · d1 blanques torre · g1 blanques rei | 3 |
| 2 | a8 negres torre · d8 negres rei · h8 negres torre · a7 negres peó · b7 negres peó · d7 negres peó · e7 negres alfil · f7 negres peó · g7 negres peó · h7 negres peó · f6 negres cavall · c3 blanques cavall · d3 blanques torre · f3 blanques cavall · a2 blanques peó · b2 blanques peó · c2 blanques peó · f2 blanques peó · g2 blanques peó · h2 blanques peó · d1 blanques torre · g1 blanques rei | a8 negres torre · d8 negres rei · h8 negres torre · a7 negres peó · b7 negres peó · d7 negres peó · e7 negres alfil · f7 negres peó · g7 negres peó · h7 negres peó · f6 negres cavall · c3 blanques cavall · d3 blanques torre · f3 blanques cavall · a2 blanques peó · b2 blanques peó · c2 blanques peó · f2 blanques peó · g2 blanques peó · h2 blanques peó · d1 blanques torre · g1 blanques rei | a8 negres torre · d8 negres rei · h8 negres torre · a7 negres peó · b7 negres peó · d7 negres peó · e7 negres alfil · f7 negres peó · g7 negres peó · h7 negres peó · f6 negres cavall · c3 blanques cavall · d3 blanques torre · f3 blanques cavall · a2 blanques peó · b2 blanques peó · c2 blanques peó · f2 blanques peó · g2 blanques peó · h2 blanques peó · d1 blanques torre · g1 blanques rei | a8 negres torre · d8 negres rei · h8 negres torre · a7 negres peó · b7 negres peó · d7 negres peó · e7 negres alfil · f7 negres peó · g7 negres peó · h7 negres peó · f6 negres cavall · c3 blanques cavall · d3 blanques torre · f3 blanques cavall · a2 blanques peó · b2 blanques peó · c2 blanques peó · f2 blanques peó · g2 blanques peó · h2 blanques peó · d1 blanques torre · g1 blanques rei | a8 negres torre · d8 negres rei · h8 negres torre · a7 negres peó · b7 negres peó · d7 negres peó · e7 negres alfil · f7 negres peó · g7 negres peó · h7 negres peó · f6 negres cavall · c3 blanques cavall · d3 blanques torre · f3 blanques cavall · a2 blanques peó · b2 blanques peó · c2 blanques peó · f2 blanques peó · g2 blanques peó · h2 blanques peó · d1 blanques torre · g1 blanques rei | a8 negres torre · d8 negres rei · h8 negres torre · a7 negres peó · b7 negres peó · d7 negres peó · e7 negres alfil · f7 negres peó · g7 negres peó · h7 negres peó · f6 negres cavall · c3 blanques cavall · d3 blanques torre · f3 blanques cavall · a2 blanques peó · b2 blanques peó · c2 blanques peó · f2 blanques peó · g2 blanques peó · h2 blanques peó · d1 blanques torre · g1 blanques rei | a8 negres torre · d8 negres rei · h8 negres torre · a7 negres peó · b7 negres peó · d7 negres peó · e7 negres alfil · f7 negres peó · g7 negres peó · h7 negres peó · f6 negres cavall · c3 blanques cavall · d3 blanques torre · f3 blanques cavall · a2 blanques peó · b2 blanques peó · c2 blanques peó · f2 blanques peó · g2 blanques peó · h2 blanques peó · d1 blanques torre · g1 blanques rei | a8 negres torre · d8 negres rei · h8 negres torre · a7 negres peó · b7 negres peó · d7 negres peó · e7 negres alfil · f7 negres peó · g7 negres peó · h7 negres peó · f6 negres cavall · c3 blanques cavall · d3 blanques torre · f3 blanques cavall · a2 blanques peó · b2 blanques peó · c2 blanques peó · f2 blanques peó · g2 blanques peó · h2 blanques peó · d1 blanques torre · g1 blanques rei | 2 |
| 1 | a8 negres torre · d8 negres rei · h8 negres torre · a7 negres peó · b7 negres peó · d7 negres peó · e7 negres alfil · f7 negres peó · g7 negres peó · h7 negres peó · f6 negres cavall · c3 blanques cavall · d3 blanques torre · f3 blanques cavall · a2 blanques peó · b2 blanques peó · c2 blanques peó · f2 blanques peó · g2 blanques peó · h2 blanques peó · d1 blanques torre · g1 blanques rei | a8 negres torre · d8 negres rei · h8 negres torre · a7 negres peó · b7 negres peó · d7 negres peó · e7 negres alfil · f7 negres peó · g7 negres peó · h7 negres peó · f6 negres cavall · c3 blanques cavall · d3 blanques torre · f3 blanques cavall · a2 blanques peó · b2 blanques peó · c2 blanques peó · f2 blanques peó · g2 blanques peó · h2 blanques peó · d1 blanques torre · g1 blanques rei | a8 negres torre · d8 negres rei · h8 negres torre · a7 negres peó · b7 negres peó · d7 negres peó · e7 negres alfil · f7 negres peó · g7 negres peó · h7 negres peó · f6 negres cavall · c3 blanques cavall · d3 blanques torre · f3 blanques cavall · a2 blanques peó · b2 blanques peó · c2 blanques peó · f2 blanques peó · g2 blanques peó · h2 blanques peó · d1 blanques torre · g1 blanques rei | a8 negres torre · d8 negres rei · h8 negres torre · a7 negres peó · b7 negres peó · d7 negres peó · e7 negres alfil · f7 negres peó · g7 negres peó · h7 negres peó · f6 negres cavall · c3 blanques cavall · d3 blanques torre · f3 blanques cavall · a2 blanques peó · b2 blanques peó · c2 blanques peó · f2 blanques peó · g2 blanques peó · h2 blanques peó · d1 blanques torre · g1 blanques rei | a8 negres torre · d8 negres rei · h8 negres torre · a7 negres peó · b7 negres peó · d7 negres peó · e7 negres alfil · f7 negres peó · g7 negres peó · h7 negres peó · f6 negres cavall · c3 blanques cavall · d3 blanques torre · f3 blanques cavall · a2 blanques peó · b2 blanques peó · c2 blanques peó · f2 blanques peó · g2 blanques peó · h2 blanques peó · d1 blanques torre · g1 blanques rei | a8 negres torre · d8 negres rei · h8 negres torre · a7 negres peó · b7 negres peó · d7 negres peó · e7 negres alfil · f7 negres peó · g7 negres peó · h7 negres peó · f6 negres cavall · c3 blanques cavall · d3 blanques torre · f3 blanques cavall · a2 blanques peó · b2 blanques peó · c2 blanques peó · f2 blanques peó · g2 blanques peó · h2 blanques peó · d1 blanques torre · g1 blanques rei | a8 negres torre · d8 negres rei · h8 negres torre · a7 negres peó · b7 negres peó · d7 negres peó · e7 negres alfil · f7 negres peó · g7 negres peó · h7 negres peó · f6 negres cavall · c3 blanques cavall · d3 blanques torre · f3 blanques cavall · a2 blanques peó · b2 blanques peó · c2 blanques peó · f2 blanques peó · g2 blanques peó · h2 blanques peó · d1 blanques torre · g1 blanques rei | a8 negres torre · d8 negres rei · h8 negres torre · a7 negres peó · b7 negres peó · d7 negres peó · e7 negres alfil · f7 negres peó · g7 negres peó · h7 negres peó · f6 negres cavall · c3 blanques cavall · d3 blanques torre · f3 blanques cavall · a2 blanques peó · b2 blanques peó · c2 blanques peó · f2 blanques peó · g2 blanques peó · h2 blanques peó · d1 blanques torre · g1 blanques rei | 1 |
|   | a | b | c | d | e | f | g | h |   |

|   | a | b | c | d | e | f | g | h |   |
| 8 | a8 negres torre · d8 negres dama · e8 negres rei · h8 negres torre · a7 negres peó · b7 negres peó · e7 negres peó · f7 negres peó · g7 negres alfil · h7 negres peó · c6 negres cavall · d6 negres peó · f6 negres cavall · g6 negres peó · f4 blanques peó · c3 blanques cavall · d3 blanques peó · e3 blanques torre · f3 blanques cavall · g3 blanques peó · a2 blanques peó · b2 blanques peó · c2 blanques peó · e2 blanques dama · g2 blanques alfil · h2 blanques peó · c1 blanques rei · e1 blanques torre | a8 negres torre · d8 negres dama · e8 negres rei · h8 negres torre · a7 negres peó · b7 negres peó · e7 negres peó · f7 negres peó · g7 negres alfil · h7 negres peó · c6 negres cavall · d6 negres peó · f6 negres cavall · g6 negres peó · f4 blanques peó · c3 blanques cavall · d3 blanques peó · e3 blanques torre · f3 blanques cavall · g3 blanques peó · a2 blanques peó · b2 blanques peó · c2 blanques peó · e2 blanques dama · g2 blanques alfil · h2 blanques peó · c1 blanques rei · e1 blanques torre | a8 negres torre · d8 negres dama · e8 negres rei · h8 negres torre · a7 negres peó · b7 negres peó · e7 negres peó · f7 negres peó · g7 negres alfil · h7 negres peó · c6 negres cavall · d6 negres peó · f6 negres cavall · g6 negres peó · f4 blanques peó · c3 blanques cavall · d3 blanques peó · e3 blanques torre · f3 blanques cavall · g3 blanques peó · a2 blanques peó · b2 blanques peó · c2 blanques peó · e2 blanques dama · g2 blanques alfil · h2 blanques peó · c1 blanques rei · e1 blanques torre | a8 negres torre · d8 negres dama · e8 negres rei · h8 negres torre · a7 negres peó · b7 negres peó · e7 negres peó · f7 negres peó · g7 negres alfil · h7 negres peó · c6 negres cavall · d6 negres peó · f6 negres cavall · g6 negres peó · f4 blanques peó · c3 blanques cavall · d3 blanques peó · e3 blanques torre · f3 blanques cavall · g3 blanques peó · a2 blanques peó · b2 blanques peó · c2 blanques peó · e2 blanques dama · g2 blanques alfil · h2 blanques peó · c1 blanques rei · e1 blanques torre | a8 negres torre · d8 negres dama · e8 negres rei · h8 negres torre · a7 negres peó · b7 negres peó · e7 negres peó · f7 negres peó · g7 negres alfil · h7 negres peó · c6 negres cavall · d6 negres peó · f6 negres cavall · g6 negres peó · f4 blanques peó · c3 blanques cavall · d3 blanques peó · e3 blanques torre · f3 blanques cavall · g3 blanques peó · a2 blanques peó · b2 blanques peó · c2 blanques peó · e2 blanques dama · g2 blanques alfil · h2 blanques peó · c1 blanques rei · e1 blanques torre | a8 negres torre · d8 negres dama · e8 negres rei · h8 negres torre · a7 negres peó · b7 negres peó · e7 negres peó · f7 negres peó · g7 negres alfil · h7 negres peó · c6 negres cavall · d6 negres peó · f6 negres cavall · g6 negres peó · f4 blanques peó · c3 blanques cavall · d3 blanques peó · e3 blanques torre · f3 blanques cavall · g3 blanques peó · a2 blanques peó · b2 blanques peó · c2 blanques peó · e2 blanques dama · g2 blanques alfil · h2 blanques peó · c1 blanques rei · e1 blanques torre | a8 negres torre · d8 negres dama · e8 negres rei · h8 negres torre · a7 negres peó · b7 negres peó · e7 negres peó · f7 negres peó · g7 negres alfil · h7 negres peó · c6 negres cavall · d6 negres peó · f6 negres cavall · g6 negres peó · f4 blanques peó · c3 blanques cavall · d3 blanques peó · e3 blanques torre · f3 blanques cavall · g3 blanques peó · a2 blanques peó · b2 blanques peó · c2 blanques peó · e2 blanques dama · g2 blanques alfil · h2 blanques peó · c1 blanques rei · e1 blanques torre | a8 negres torre · d8 negres dama · e8 negres rei · h8 negres torre · a7 negres peó · b7 negres peó · e7 negres peó · f7 negres peó · g7 negres alfil · h7 negres peó · c6 negres cavall · d6 negres peó · f6 negres cavall · g6 negres peó · f4 blanques peó · c3 blanques cavall · d3 blanques peó · e3 blanques torre · f3 blanques cavall · g3 blanques peó · a2 blanques peó · b2 blanques peó · c2 blanques peó · e2 blanques dama · g2 blanques alfil · h2 blanques peó · c1 blanques rei · e1 blanques torre | 8 |
| 7 | a8 negres torre · d8 negres dama · e8 negres rei · h8 negres torre · a7 negres peó · b7 negres peó · e7 negres peó · f7 negres peó · g7 negres alfil · h7 negres peó · c6 negres cavall · d6 negres peó · f6 negres cavall · g6 negres peó · f4 blanques peó · c3 blanques cavall · d3 blanques peó · e3 blanques torre · f3 blanques cavall · g3 blanques peó · a2 blanques peó · b2 blanques peó · c2 blanques peó · e2 blanques dama · g2 blanques alfil · h2 blanques peó · c1 blanques rei · e1 blanques torre | a8 negres torre · d8 negres dama · e8 negres rei · h8 negres torre · a7 negres peó · b7 negres peó · e7 negres peó · f7 negres peó · g7 negres alfil · h7 negres peó · c6 negres cavall · d6 negres peó · f6 negres cavall · g6 negres peó · f4 blanques peó · c3 blanques cavall · d3 blanques peó · e3 blanques torre · f3 blanques cavall · g3 blanques peó · a2 blanques peó · b2 blanques peó · c2 blanques peó · e2 blanques dama · g2 blanques alfil · h2 blanques peó · c1 blanques rei · e1 blanques torre | a8 negres torre · d8 negres dama · e8 negres rei · h8 negres torre · a7 negres peó · b7 negres peó · e7 negres peó · f7 negres peó · g7 negres alfil · h7 negres peó · c6 negres cavall · d6 negres peó · f6 negres cavall · g6 negres peó · f4 blanques peó · c3 blanques cavall · d3 blanques peó · e3 blanques torre · f3 blanques cavall · g3 blanques peó · a2 blanques peó · b2 blanques peó · c2 blanques peó · e2 blanques dama · g2 blanques alfil · h2 blanques peó · c1 blanques rei · e1 blanques torre | a8 negres torre · d8 negres dama · e8 negres rei · h8 negres torre · a7 negres peó · b7 negres peó · e7 negres peó · f7 negres peó · g7 negres alfil · h7 negres peó · c6 negres cavall · d6 negres peó · f6 negres cavall · g6 negres peó · f4 blanques peó · c3 blanques cavall · d3 blanques peó · e3 blanques torre · f3 blanques cavall · g3 blanques peó · a2 blanques peó · b2 blanques peó · c2 blanques peó · e2 blanques dama · g2 blanques alfil · h2 blanques peó · c1 blanques rei · e1 blanques torre | a8 negres torre · d8 negres dama · e8 negres rei · h8 negres torre · a7 negres peó · b7 negres peó · e7 negres peó · f7 negres peó · g7 negres alfil · h7 negres peó · c6 negres cavall · d6 negres peó · f6 negres cavall · g6 negres peó · f4 blanques peó · c3 blanques cavall · d3 blanques peó · e3 blanques torre · f3 blanques cavall · g3 blanques peó · a2 blanques peó · b2 blanques peó · c2 blanques peó · e2 blanques dama · g2 blanques alfil · h2 blanques peó · c1 blanques rei · e1 blanques torre | a8 negres torre · d8 negres dama · e8 negres rei · h8 negres torre · a7 negres peó · b7 negres peó · e7 negres peó · f7 negres peó · g7 negres alfil · h7 negres peó · c6 negres cavall · d6 negres peó · f6 negres cavall · g6 negres peó · f4 blanques peó · c3 blanques cavall · d3 blanques peó · e3 blanques torre · f3 blanques cavall · g3 blanques peó · a2 blanques peó · b2 blanques peó · c2 blanques peó · e2 blanques dama · g2 blanques alfil · h2 blanques peó · c1 blanques rei · e1 blanques torre | a8 negres torre · d8 negres dama · e8 negres rei · h8 negres torre · a7 negres peó · b7 negres peó · e7 negres peó · f7 negres peó · g7 negres alfil · h7 negres peó · c6 negres cavall · d6 negres peó · f6 negres cavall · g6 negres peó · f4 blanques peó · c3 blanques cavall · d3 blanques peó · e3 blanques torre · f3 blanques cavall · g3 blanques peó · a2 blanques peó · b2 blanques peó · c2 blanques peó · e2 blanques dama · g2 blanques alfil · h2 blanques peó · c1 blanques rei · e1 blanques torre | a8 negres torre · d8 negres dama · e8 negres rei · h8 negres torre · a7 negres peó · b7 negres peó · e7 negres peó · f7 negres peó · g7 negres alfil · h7 negres peó · c6 negres cavall · d6 negres peó · f6 negres cavall · g6 negres peó · f4 blanques peó · c3 blanques cavall · d3 blanques peó · e3 blanques torre · f3 blanques cavall · g3 blanques peó · a2 blanques peó · b2 blanques peó · c2 blanques peó · e2 blanques dama · g2 blanques alfil · h2 blanques peó · c1 blanques rei · e1 blanques torre | 7 |
| 6 | a8 negres torre · d8 negres dama · e8 negres rei · h8 negres torre · a7 negres peó · b7 negres peó · e7 negres peó · f7 negres peó · g7 negres alfil · h7 negres peó · c6 negres cavall · d6 negres peó · f6 negres cavall · g6 negres peó · f4 blanques peó · c3 blanques cavall · d3 blanques peó · e3 blanques torre · f3 blanques cavall · g3 blanques peó · a2 blanques peó · b2 blanques peó · c2 blanques peó · e2 blanques dama · g2 blanques alfil · h2 blanques peó · c1 blanques rei · e1 blanques torre | a8 negres torre · d8 negres dama · e8 negres rei · h8 negres torre · a7 negres peó · b7 negres peó · e7 negres peó · f7 negres peó · g7 negres alfil · h7 negres peó · c6 negres cavall · d6 negres peó · f6 negres cavall · g6 negres peó · f4 blanques peó · c3 blanques cavall · d3 blanques peó · e3 blanques torre · f3 blanques cavall · g3 blanques peó · a2 blanques peó · b2 blanques peó · c2 blanques peó · e2 blanques dama · g2 blanques alfil · h2 blanques peó · c1 blanques rei · e1 blanques torre | a8 negres torre · d8 negres dama · e8 negres rei · h8 negres torre · a7 negres peó · b7 negres peó · e7 negres peó · f7 negres peó · g7 negres alfil · h7 negres peó · c6 negres cavall · d6 negres peó · f6 negres cavall · g6 negres peó · f4 blanques peó · c3 blanques cavall · d3 blanques peó · e3 blanques torre · f3 blanques cavall · g3 blanques peó · a2 blanques peó · b2 blanques peó · c2 blanques peó · e2 blanques dama · g2 blanques alfil · h2 blanques peó · c1 blanques rei · e1 blanques torre | a8 negres torre · d8 negres dama · e8 negres rei · h8 negres torre · a7 negres peó · b7 negres peó · e7 negres peó · f7 negres peó · g7 negres alfil · h7 negres peó · c6 negres cavall · d6 negres peó · f6 negres cavall · g6 negres peó · f4 blanques peó · c3 blanques cavall · d3 blanques peó · e3 blanques torre · f3 blanques cavall · g3 blanques peó · a2 blanques peó · b2 blanques peó · c2 blanques peó · e2 blanques dama · g2 blanques alfil · h2 blanques peó · c1 blanques rei · e1 blanques torre | a8 negres torre · d8 negres dama · e8 negres rei · h8 negres torre · a7 negres peó · b7 negres peó · e7 negres peó · f7 negres peó · g7 negres alfil · h7 negres peó · c6 negres cavall · d6 negres peó · f6 negres cavall · g6 negres peó · f4 blanques peó · c3 blanques cavall · d3 blanques peó · e3 blanques torre · f3 blanques cavall · g3 blanques peó · a2 blanques peó · b2 blanques peó · c2 blanques peó · e2 blanques dama · g2 blanques alfil · h2 blanques peó · c1 blanques rei · e1 blanques torre | a8 negres torre · d8 negres dama · e8 negres rei · h8 negres torre · a7 negres peó · b7 negres peó · e7 negres peó · f7 negres peó · g7 negres alfil · h7 negres peó · c6 negres cavall · d6 negres peó · f6 negres cavall · g6 negres peó · f4 blanques peó · c3 blanques cavall · d3 blanques peó · e3 blanques torre · f3 blanques cavall · g3 blanques peó · a2 blanques peó · b2 blanques peó · c2 blanques peó · e2 blanques dama · g2 blanques alfil · h2 blanques peó · c1 blanques rei · e1 blanques torre | a8 negres torre · d8 negres dama · e8 negres rei · h8 negres torre · a7 negres peó · b7 negres peó · e7 negres peó · f7 negres peó · g7 negres alfil · h7 negres peó · c6 negres cavall · d6 negres peó · f6 negres cavall · g6 negres peó · f4 blanques peó · c3 blanques cavall · d3 blanques peó · e3 blanques torre · f3 blanques cavall · g3 blanques peó · a2 blanques peó · b2 blanques peó · c2 blanques peó · e2 blanques dama · g2 blanques alfil · h2 blanques peó · c1 blanques rei · e1 blanques torre | a8 negres torre · d8 negres dama · e8 negres rei · h8 negres torre · a7 negres peó · b7 negres peó · e7 negres peó · f7 negres peó · g7 negres alfil · h7 negres peó · c6 negres cavall · d6 negres peó · f6 negres cavall · g6 negres peó · f4 blanques peó · c3 blanques cavall · d3 blanques peó · e3 blanques torre · f3 blanques cavall · g3 blanques peó · a2 blanques peó · b2 blanques peó · c2 blanques peó · e2 blanques dama · g2 blanques alfil · h2 blanques peó · c1 blanques rei · e1 blanques torre | 6 |
| 5 | a8 negres torre · d8 negres dama · e8 negres rei · h8 negres torre · a7 negres peó · b7 negres peó · e7 negres peó · f7 negres peó · g7 negres alfil · h7 negres peó · c6 negres cavall · d6 negres peó · f6 negres cavall · g6 negres peó · f4 blanques peó · c3 blanques cavall · d3 blanques peó · e3 blanques torre · f3 blanques cavall · g3 blanques peó · a2 blanques peó · b2 blanques peó · c2 blanques peó · e2 blanques dama · g2 blanques alfil · h2 blanques peó · c1 blanques rei · e1 blanques torre | a8 negres torre · d8 negres dama · e8 negres rei · h8 negres torre · a7 negres peó · b7 negres peó · e7 negres peó · f7 negres peó · g7 negres alfil · h7 negres peó · c6 negres cavall · d6 negres peó · f6 negres cavall · g6 negres peó · f4 blanques peó · c3 blanques cavall · d3 blanques peó · e3 blanques torre · f3 blanques cavall · g3 blanques peó · a2 blanques peó · b2 blanques peó · c2 blanques peó · e2 blanques dama · g2 blanques alfil · h2 blanques peó · c1 blanques rei · e1 blanques torre | a8 negres torre · d8 negres dama · e8 negres rei · h8 negres torre · a7 negres peó · b7 negres peó · e7 negres peó · f7 negres peó · g7 negres alfil · h7 negres peó · c6 negres cavall · d6 negres peó · f6 negres cavall · g6 negres peó · f4 blanques peó · c3 blanques cavall · d3 blanques peó · e3 blanques torre · f3 blanques cavall · g3 blanques peó · a2 blanques peó · b2 blanques peó · c2 blanques peó · e2 blanques dama · g2 blanques alfil · h2 blanques peó · c1 blanques rei · e1 blanques torre | a8 negres torre · d8 negres dama · e8 negres rei · h8 negres torre · a7 negres peó · b7 negres peó · e7 negres peó · f7 negres peó · g7 negres alfil · h7 negres peó · c6 negres cavall · d6 negres peó · f6 negres cavall · g6 negres peó · f4 blanques peó · c3 blanques cavall · d3 blanques peó · e3 blanques torre · f3 blanques cavall · g3 blanques peó · a2 blanques peó · b2 blanques peó · c2 blanques peó · e2 blanques dama · g2 blanques alfil · h2 blanques peó · c1 blanques rei · e1 blanques torre | a8 negres torre · d8 negres dama · e8 negres rei · h8 negres torre · a7 negres peó · b7 negres peó · e7 negres peó · f7 negres peó · g7 negres alfil · h7 negres peó · c6 negres cavall · d6 negres peó · f6 negres cavall · g6 negres peó · f4 blanques peó · c3 blanques cavall · d3 blanques peó · e3 blanques torre · f3 blanques cavall · g3 blanques peó · a2 blanques peó · b2 blanques peó · c2 blanques peó · e2 blanques dama · g2 blanques alfil · h2 blanques peó · c1 blanques rei · e1 blanques torre | a8 negres torre · d8 negres dama · e8 negres rei · h8 negres torre · a7 negres peó · b7 negres peó · e7 negres peó · f7 negres peó · g7 negres alfil · h7 negres peó · c6 negres cavall · d6 negres peó · f6 negres cavall · g6 negres peó · f4 blanques peó · c3 blanques cavall · d3 blanques peó · e3 blanques torre · f3 blanques cavall · g3 blanques peó · a2 blanques peó · b2 blanques peó · c2 blanques peó · e2 blanques dama · g2 blanques alfil · h2 blanques peó · c1 blanques rei · e1 blanques torre | a8 negres torre · d8 negres dama · e8 negres rei · h8 negres torre · a7 negres peó · b7 negres peó · e7 negres peó · f7 negres peó · g7 negres alfil · h7 negres peó · c6 negres cavall · d6 negres peó · f6 negres cavall · g6 negres peó · f4 blanques peó · c3 blanques cavall · d3 blanques peó · e3 blanques torre · f3 blanques cavall · g3 blanques peó · a2 blanques peó · b2 blanques peó · c2 blanques peó · e2 blanques dama · g2 blanques alfil · h2 blanques peó · c1 blanques rei · e1 blanques torre | a8 negres torre · d8 negres dama · e8 negres rei · h8 negres torre · a7 negres peó · b7 negres peó · e7 negres peó · f7 negres peó · g7 negres alfil · h7 negres peó · c6 negres cavall · d6 negres peó · f6 negres cavall · g6 negres peó · f4 blanques peó · c3 blanques cavall · d3 blanques peó · e3 blanques torre · f3 blanques cavall · g3 blanques peó · a2 blanques peó · b2 blanques peó · c2 blanques peó · e2 blanques dama · g2 blanques alfil · h2 blanques peó · c1 blanques rei · e1 blanques torre | 5 |
| 4 | a8 negres torre · d8 negres dama · e8 negres rei · h8 negres torre · a7 negres peó · b7 negres peó · e7 negres peó · f7 negres peó · g7 negres alfil · h7 negres peó · c6 negres cavall · d6 negres peó · f6 negres cavall · g6 negres peó · f4 blanques peó · c3 blanques cavall · d3 blanques peó · e3 blanques torre · f3 blanques cavall · g3 blanques peó · a2 blanques peó · b2 blanques peó · c2 blanques peó · e2 blanques dama · g2 blanques alfil · h2 blanques peó · c1 blanques rei · e1 blanques torre | a8 negres torre · d8 negres dama · e8 negres rei · h8 negres torre · a7 negres peó · b7 negres peó · e7 negres peó · f7 negres peó · g7 negres alfil · h7 negres peó · c6 negres cavall · d6 negres peó · f6 negres cavall · g6 negres peó · f4 blanques peó · c3 blanques cavall · d3 blanques peó · e3 blanques torre · f3 blanques cavall · g3 blanques peó · a2 blanques peó · b2 blanques peó · c2 blanques peó · e2 blanques dama · g2 blanques alfil · h2 blanques peó · c1 blanques rei · e1 blanques torre | a8 negres torre · d8 negres dama · e8 negres rei · h8 negres torre · a7 negres peó · b7 negres peó · e7 negres peó · f7 negres peó · g7 negres alfil · h7 negres peó · c6 negres cavall · d6 negres peó · f6 negres cavall · g6 negres peó · f4 blanques peó · c3 blanques cavall · d3 blanques peó · e3 blanques torre · f3 blanques cavall · g3 blanques peó · a2 blanques peó · b2 blanques peó · c2 blanques peó · e2 blanques dama · g2 blanques alfil · h2 blanques peó · c1 blanques rei · e1 blanques torre | a8 negres torre · d8 negres dama · e8 negres rei · h8 negres torre · a7 negres peó · b7 negres peó · e7 negres peó · f7 negres peó · g7 negres alfil · h7 negres peó · c6 negres cavall · d6 negres peó · f6 negres cavall · g6 negres peó · f4 blanques peó · c3 blanques cavall · d3 blanques peó · e3 blanques torre · f3 blanques cavall · g3 blanques peó · a2 blanques peó · b2 blanques peó · c2 blanques peó · e2 blanques dama · g2 blanques alfil · h2 blanques peó · c1 blanques rei · e1 blanques torre | a8 negres torre · d8 negres dama · e8 negres rei · h8 negres torre · a7 negres peó · b7 negres peó · e7 negres peó · f7 negres peó · g7 negres alfil · h7 negres peó · c6 negres cavall · d6 negres peó · f6 negres cavall · g6 negres peó · f4 blanques peó · c3 blanques cavall · d3 blanques peó · e3 blanques torre · f3 blanques cavall · g3 blanques peó · a2 blanques peó · b2 blanques peó · c2 blanques peó · e2 blanques dama · g2 blanques alfil · h2 blanques peó · c1 blanques rei · e1 blanques torre | a8 negres torre · d8 negres dama · e8 negres rei · h8 negres torre · a7 negres peó · b7 negres peó · e7 negres peó · f7 negres peó · g7 negres alfil · h7 negres peó · c6 negres cavall · d6 negres peó · f6 negres cavall · g6 negres peó · f4 blanques peó · c3 blanques cavall · d3 blanques peó · e3 blanques torre · f3 blanques cavall · g3 blanques peó · a2 blanques peó · b2 blanques peó · c2 blanques peó · e2 blanques dama · g2 blanques alfil · h2 blanques peó · c1 blanques rei · e1 blanques torre | a8 negres torre · d8 negres dama · e8 negres rei · h8 negres torre · a7 negres peó · b7 negres peó · e7 negres peó · f7 negres peó · g7 negres alfil · h7 negres peó · c6 negres cavall · d6 negres peó · f6 negres cavall · g6 negres peó · f4 blanques peó · c3 blanques cavall · d3 blanques peó · e3 blanques torre · f3 blanques cavall · g3 blanques peó · a2 blanques peó · b2 blanques peó · c2 blanques peó · e2 blanques dama · g2 blanques alfil · h2 blanques peó · c1 blanques rei · e1 blanques torre | a8 negres torre · d8 negres dama · e8 negres rei · h8 negres torre · a7 negres peó · b7 negres peó · e7 negres peó · f7 negres peó · g7 negres alfil · h7 negres peó · c6 negres cavall · d6 negres peó · f6 negres cavall · g6 negres peó · f4 blanques peó · c3 blanques cavall · d3 blanques peó · e3 blanques torre · f3 blanques cavall · g3 blanques peó · a2 blanques peó · b2 blanques peó · c2 blanques peó · e2 blanques dama · g2 blanques alfil · h2 blanques peó · c1 blanques rei · e1 blanques torre | 4 |
| 3 | a8 negres torre · d8 negres dama · e8 negres rei · h8 negres torre · a7 negres peó · b7 negres peó · e7 negres peó · f7 negres peó · g7 negres alfil · h7 negres peó · c6 negres cavall · d6 negres peó · f6 negres cavall · g6 negres peó · f4 blanques peó · c3 blanques cavall · d3 blanques peó · e3 blanques torre · f3 blanques cavall · g3 blanques peó · a2 blanques peó · b2 blanques peó · c2 blanques peó · e2 blanques dama · g2 blanques alfil · h2 blanques peó · c1 blanques rei · e1 blanques torre | a8 negres torre · d8 negres dama · e8 negres rei · h8 negres torre · a7 negres peó · b7 negres peó · e7 negres peó · f7 negres peó · g7 negres alfil · h7 negres peó · c6 negres cavall · d6 negres peó · f6 negres cavall · g6 negres peó · f4 blanques peó · c3 blanques cavall · d3 blanques peó · e3 blanques torre · f3 blanques cavall · g3 blanques peó · a2 blanques peó · b2 blanques peó · c2 blanques peó · e2 blanques dama · g2 blanques alfil · h2 blanques peó · c1 blanques rei · e1 blanques torre | a8 negres torre · d8 negres dama · e8 negres rei · h8 negres torre · a7 negres peó · b7 negres peó · e7 negres peó · f7 negres peó · g7 negres alfil · h7 negres peó · c6 negres cavall · d6 negres peó · f6 negres cavall · g6 negres peó · f4 blanques peó · c3 blanques cavall · d3 blanques peó · e3 blanques torre · f3 blanques cavall · g3 blanques peó · a2 blanques peó · b2 blanques peó · c2 blanques peó · e2 blanques dama · g2 blanques alfil · h2 blanques peó · c1 blanques rei · e1 blanques torre | a8 negres torre · d8 negres dama · e8 negres rei · h8 negres torre · a7 negres peó · b7 negres peó · e7 negres peó · f7 negres peó · g7 negres alfil · h7 negres peó · c6 negres cavall · d6 negres peó · f6 negres cavall · g6 negres peó · f4 blanques peó · c3 blanques cavall · d3 blanques peó · e3 blanques torre · f3 blanques cavall · g3 blanques peó · a2 blanques peó · b2 blanques peó · c2 blanques peó · e2 blanques dama · g2 blanques alfil · h2 blanques peó · c1 blanques rei · e1 blanques torre | a8 negres torre · d8 negres dama · e8 negres rei · h8 negres torre · a7 negres peó · b7 negres peó · e7 negres peó · f7 negres peó · g7 negres alfil · h7 negres peó · c6 negres cavall · d6 negres peó · f6 negres cavall · g6 negres peó · f4 blanques peó · c3 blanques cavall · d3 blanques peó · e3 blanques torre · f3 blanques cavall · g3 blanques peó · a2 blanques peó · b2 blanques peó · c2 blanques peó · e2 blanques dama · g2 blanques alfil · h2 blanques peó · c1 blanques rei · e1 blanques torre | a8 negres torre · d8 negres dama · e8 negres rei · h8 negres torre · a7 negres peó · b7 negres peó · e7 negres peó · f7 negres peó · g7 negres alfil · h7 negres peó · c6 negres cavall · d6 negres peó · f6 negres cavall · g6 negres peó · f4 blanques peó · c3 blanques cavall · d3 blanques peó · e3 blanques torre · f3 blanques cavall · g3 blanques peó · a2 blanques peó · b2 blanques peó · c2 blanques peó · e2 blanques dama · g2 blanques alfil · h2 blanques peó · c1 blanques rei · e1 blanques torre | a8 negres torre · d8 negres dama · e8 negres rei · h8 negres torre · a7 negres peó · b7 negres peó · e7 negres peó · f7 negres peó · g7 negres alfil · h7 negres peó · c6 negres cavall · d6 negres peó · f6 negres cavall · g6 negres peó · f4 blanques peó · c3 blanques cavall · d3 blanques peó · e3 blanques torre · f3 blanques cavall · g3 blanques peó · a2 blanques peó · b2 blanques peó · c2 blanques peó · e2 blanques dama · g2 blanques alfil · h2 blanques peó · c1 blanques rei · e1 blanques torre | a8 negres torre · d8 negres dama · e8 negres rei · h8 negres torre · a7 negres peó · b7 negres peó · e7 negres peó · f7 negres peó · g7 negres alfil · h7 negres peó · c6 negres cavall · d6 negres peó · f6 negres cavall · g6 negres peó · f4 blanques peó · c3 blanques cavall · d3 blanques peó · e3 blanques torre · f3 blanques cavall · g3 blanques peó · a2 blanques peó · b2 blanques peó · c2 blanques peó · e2 blanques dama · g2 blanques alfil · h2 blanques peó · c1 blanques rei · e1 blanques torre | 3 |
| 2 | a8 negres torre · d8 negres dama · e8 negres rei · h8 negres torre · a7 negres peó · b7 negres peó · e7 negres peó · f7 negres peó · g7 negres alfil · h7 negres peó · c6 negres cavall · d6 negres peó · f6 negres cavall · g6 negres peó · f4 blanques peó · c3 blanques cavall · d3 blanques peó · e3 blanques torre · f3 blanques cavall · g3 blanques peó · a2 blanques peó · b2 blanques peó · c2 blanques peó · e2 blanques dama · g2 blanques alfil · h2 blanques peó · c1 blanques rei · e1 blanques torre | a8 negres torre · d8 negres dama · e8 negres rei · h8 negres torre · a7 negres peó · b7 negres peó · e7 negres peó · f7 negres peó · g7 negres alfil · h7 negres peó · c6 negres cavall · d6 negres peó · f6 negres cavall · g6 negres peó · f4 blanques peó · c3 blanques cavall · d3 blanques peó · e3 blanques torre · f3 blanques cavall · g3 blanques peó · a2 blanques peó · b2 blanques peó · c2 blanques peó · e2 blanques dama · g2 blanques alfil · h2 blanques peó · c1 blanques rei · e1 blanques torre | a8 negres torre · d8 negres dama · e8 negres rei · h8 negres torre · a7 negres peó · b7 negres peó · e7 negres peó · f7 negres peó · g7 negres alfil · h7 negres peó · c6 negres cavall · d6 negres peó · f6 negres cavall · g6 negres peó · f4 blanques peó · c3 blanques cavall · d3 blanques peó · e3 blanques torre · f3 blanques cavall · g3 blanques peó · a2 blanques peó · b2 blanques peó · c2 blanques peó · e2 blanques dama · g2 blanques alfil · h2 blanques peó · c1 blanques rei · e1 blanques torre | a8 negres torre · d8 negres dama · e8 negres rei · h8 negres torre · a7 negres peó · b7 negres peó · e7 negres peó · f7 negres peó · g7 negres alfil · h7 negres peó · c6 negres cavall · d6 negres peó · f6 negres cavall · g6 negres peó · f4 blanques peó · c3 blanques cavall · d3 blanques peó · e3 blanques torre · f3 blanques cavall · g3 blanques peó · a2 blanques peó · b2 blanques peó · c2 blanques peó · e2 blanques dama · g2 blanques alfil · h2 blanques peó · c1 blanques rei · e1 blanques torre | a8 negres torre · d8 negres dama · e8 negres rei · h8 negres torre · a7 negres peó · b7 negres peó · e7 negres peó · f7 negres peó · g7 negres alfil · h7 negres peó · c6 negres cavall · d6 negres peó · f6 negres cavall · g6 negres peó · f4 blanques peó · c3 blanques cavall · d3 blanques peó · e3 blanques torre · f3 blanques cavall · g3 blanques peó · a2 blanques peó · b2 blanques peó · c2 blanques peó · e2 blanques dama · g2 blanques alfil · h2 blanques peó · c1 blanques rei · e1 blanques torre | a8 negres torre · d8 negres dama · e8 negres rei · h8 negres torre · a7 negres peó · b7 negres peó · e7 negres peó · f7 negres peó · g7 negres alfil · h7 negres peó · c6 negres cavall · d6 negres peó · f6 negres cavall · g6 negres peó · f4 blanques peó · c3 blanques cavall · d3 blanques peó · e3 blanques torre · f3 blanques cavall · g3 blanques peó · a2 blanques peó · b2 blanques peó · c2 blanques peó · e2 blanques dama · g2 blanques alfil · h2 blanques peó · c1 blanques rei · e1 blanques torre | a8 negres torre · d8 negres dama · e8 negres rei · h8 negres torre · a7 negres peó · b7 negres peó · e7 negres peó · f7 negres peó · g7 negres alfil · h7 negres peó · c6 negres cavall · d6 negres peó · f6 negres cavall · g6 negres peó · f4 blanques peó · c3 blanques cavall · d3 blanques peó · e3 blanques torre · f3 blanques cavall · g3 blanques peó · a2 blanques peó · b2 blanques peó · c2 blanques peó · e2 blanques dama · g2 blanques alfil · h2 blanques peó · c1 blanques rei · e1 blanques torre | a8 negres torre · d8 negres dama · e8 negres rei · h8 negres torre · a7 negres peó · b7 negres peó · e7 negres peó · f7 negres peó · g7 negres alfil · h7 negres peó · c6 negres cavall · d6 negres peó · f6 negres cavall · g6 negres peó · f4 blanques peó · c3 blanques cavall · d3 blanques peó · e3 blanques torre · f3 blanques cavall · g3 blanques peó · a2 blanques peó · b2 blanques peó · c2 blanques peó · e2 blanques dama · g2 blanques alfil · h2 blanques peó · c1 blanques rei · e1 blanques torre | 2 |
| 1 | a8 negres torre · d8 negres dama · e8 negres rei · h8 negres torre · a7 negres peó · b7 negres peó · e7 negres peó · f7 negres peó · g7 negres alfil · h7 negres peó · c6 negres cavall · d6 negres peó · f6 negres cavall · g6 negres peó · f4 blanques peó · c3 blanques cavall · d3 blanques peó · e3 blanques torre · f3 blanques cavall · g3 blanques peó · a2 blanques peó · b2 blanques peó · c2 blanques peó · e2 blanques dama · g2 blanques alfil · h2 blanques peó · c1 blanques rei · e1 blanques torre | a8 negres torre · d8 negres dama · e8 negres rei · h8 negres torre · a7 negres peó · b7 negres peó · e7 negres peó · f7 negres peó · g7 negres alfil · h7 negres peó · c6 negres cavall · d6 negres peó · f6 negres cavall · g6 negres peó · f4 blanques peó · c3 blanques cavall · d3 blanques peó · e3 blanques torre · f3 blanques cavall · g3 blanques peó · a2 blanques peó · b2 blanques peó · c2 blanques peó · e2 blanques dama · g2 blanques alfil · h2 blanques peó · c1 blanques rei · e1 blanques torre | a8 negres torre · d8 negres dama · e8 negres rei · h8 negres torre · a7 negres peó · b7 negres peó · e7 negres peó · f7 negres peó · g7 negres alfil · h7 negres peó · c6 negres cavall · d6 negres peó · f6 negres cavall · g6 negres peó · f4 blanques peó · c3 blanques cavall · d3 blanques peó · e3 blanques torre · f3 blanques cavall · g3 blanques peó · a2 blanques peó · b2 blanques peó · c2 blanques peó · e2 blanques dama · g2 blanques alfil · h2 blanques peó · c1 blanques rei · e1 blanques torre | a8 negres torre · d8 negres dama · e8 negres rei · h8 negres torre · a7 negres peó · b7 negres peó · e7 negres peó · f7 negres peó · g7 negres alfil · h7 negres peó · c6 negres cavall · d6 negres peó · f6 negres cavall · g6 negres peó · f4 blanques peó · c3 blanques cavall · d3 blanques peó · e3 blanques torre · f3 blanques cavall · g3 blanques peó · a2 blanques peó · b2 blanques peó · c2 blanques peó · e2 blanques dama · g2 blanques alfil · h2 blanques peó · c1 blanques rei · e1 blanques torre | a8 negres torre · d8 negres dama · e8 negres rei · h8 negres torre · a7 negres peó · b7 negres peó · e7 negres peó · f7 negres peó · g7 negres alfil · h7 negres peó · c6 negres cavall · d6 negres peó · f6 negres cavall · g6 negres peó · f4 blanques peó · c3 blanques cavall · d3 blanques peó · e3 blanques torre · f3 blanques cavall · g3 blanques peó · a2 blanques peó · b2 blanques peó · c2 blanques peó · e2 blanques dama · g2 blanques alfil · h2 blanques peó · c1 blanques rei · e1 blanques torre | a8 negres torre · d8 negres dama · e8 negres rei · h8 negres torre · a7 negres peó · b7 negres peó · e7 negres peó · f7 negres peó · g7 negres alfil · h7 negres peó · c6 negres cavall · d6 negres peó · f6 negres cavall · g6 negres peó · f4 blanques peó · c3 blanques cavall · d3 blanques peó · e3 blanques torre · f3 blanques cavall · g3 blanques peó · a2 blanques peó · b2 blanques peó · c2 blanques peó · e2 blanques dama · g2 blanques alfil · h2 blanques peó · c1 blanques rei · e1 blanques torre | a8 negres torre · d8 negres dama · e8 negres rei · h8 negres torre · a7 negres peó · b7 negres peó · e7 negres peó · f7 negres peó · g7 negres alfil · h7 negres peó · c6 negres cavall · d6 negres peó · f6 negres cavall · g6 negres peó · f4 blanques peó · c3 blanques cavall · d3 blanques peó · e3 blanques torre · f3 blanques cavall · g3 blanques peó · a2 blanques peó · b2 blanques peó · c2 blanques peó · e2 blanques dama · g2 blanques alfil · h2 blanques peó · c1 blanques rei · e1 blanques torre | a8 negres torre · d8 negres dama · e8 negres rei · h8 negres torre · a7 negres peó · b7 negres peó · e7 negres peó · f7 negres peó · g7 negres alfil · h7 negres peó · c6 negres cavall · d6 negres peó · f6 negres cavall · g6 negres peó · f4 blanques peó · c3 blanques cavall · d3 blanques peó · e3 blanques torre · f3 blanques cavall · g3 blanques peó · a2 blanques peó · b2 blanques peó · c2 blanques peó · e2 blanques dama · g2 blanques alfil · h2 blanques peó · c1 blanques rei · e1 blanques torre | 1 |
|   | a | b | c | d | e | f | g | h |   |